# Begijnhof (Breda)
Het Bredase Begijnhof is een door muren omringd complex bestaande uit huisjes en een kleine kerk in het centrum van de Nederlandse stad Breda. De 29 huisjes verdeeld over twee hofjes zijn gegroepeerd rondom een kruidentuin. Hier staat ook een beeldje van twee begijnen in gesprek. Het is gelegen dicht bij het Park Valkenberg.

## Geschiedenis
De begijnen waren sinds het eind van de 12e eeuw een beweging van vrome katholieke vrouwen, die in kuisheid een leven van bezinning en gebed wilden leiden. Zij legden niet zoals kloosterlingen een gelofte van eeuwige trouw en armoede af. De begijnen waren veelal van adellijke afkomst. De beweging ontstond in het bisdom Luik en weldra ontstonden in geheel Europa gemeenschappen van begijnen. In Breda ontstond vermoedelijk rond 1240 een begijnengemeenschap. Een onbewezen legende verhaalt dat deze gesticht zou zijn door Machteld van Diest. Op 22 maart 1267 schonk Hendrik V samen met zijn vrouw Sofia van Berthout aan de Bredase begijnengemeenschap de grond waarop zij zich gevestigd had in eigendom voor de ontwikkeling van een eigen begijnhof met kerk en begraafplaats. In 1270 bevestigde ook de bisschop van Luik dat deze gemeenschap een eigen kerk en begraafplaats mocht hebben. Een eenvoudige houten kapel werd gebouwd tussen 1275 en 1325.
Het middeleeuwse begijnhof bevond zich naast het huidige Kasteelplein bij het Kasteel van Breda de huidige Koninklijke Militaire Academie (KMA). De fundamenten hiervan werden in de jaren 90 van de 20e eeuw blootgelegd en onderzocht. Het Middeleeuwse begijnhof was omgracht, had een kerk met ommuurd kerhof, een hoofdgebouw, drie woonhuizen, een ziekenhuis (in 1334) en een open terrein. De eerste houten kapel werd later vervangen door een stenen zaalvormige kerk met rechthoekig koor. Omstreeks 1500 werd deze kerk afgebroken waarna er op dezelfde plaats een nieuwe stenen kerk verscheen, nu met apsis en traptoren. Deze kerk was gewijd aan de Heilige Catharina. Een eikenhouten beeld (circa 1520) en een koperen processiekruis uit deze kerk zijn bewaard gebleven. Deze kerk zou slechts drie decennia bestaan.
In 1525 besloot graaf Hendrik III van Nassau-Breda, Heer van Breda, het Kasteel van Breda uit te breiden tot een renaissancepaleis. Het middeleeuwse begijnhof moest daarvoor wijken. De begijnen, onder leiding van de meesteressen Katherijn Jansdochter Marcelissen en Cornelia Dornincx, zagen deze gedwongen verhuizing niet direct zitten, waarna jarenlange onderhandelingen volgden. In 1531 werd met toestemming van de bisschop van Luik een overeenkomst gesloten voor verplaatsing van het hof naar de huidige locatie aan de Catharinastraat in welke overeenkomst tevens werd bepaald dat het Begijnhof voortaan onder persoonlijke bescherming zou blijven van de familie van Nassau. Tegen een vergoeding van 600 gulden verhuisden de begijnen in 1535 naar de huidige locatie. Hier kregen ze de beschikking over de St. Wendelinuskapel. Het oorspronkelijke middeleeuwse complex werd afgebroken in 1535.
Na de inname van Breda door de Staatsen op 4 maart 1590 ontstond er een juridisch geschil van de begijnen met de nieuwe gouverneur Charles de Héraugière, zijn latere weduwe en nakomelingen. Aanleiding was de aanleg van een afscheidingsmuur en pad over het begijnhof. Het geschil zou eindigen met de verovering van Breda door de Spanjaarden in 1625.
Vanwege de in 1531 toegezegde bescherming door het huis Oranje-Nassau genoot het Begijnhof ook na de Reformatie bescherming van deze familie waardoor het als vrijwel enige katholieke instelling in de stad mocht blijven voortbestaan. Wel werd in 1590 en 1637 de kapel geconfisqueerd en ingericht als Waalse kerk. Overigens mochten de begijnen wel in deze kerk begraven blijven worden. Na het wegvallen van de kapel richtten de begijnen twee huizen aan de noordzijde van het Begijnhof in als noodkerk. Na 1648 is deze noodkerk uitgebreid. Deze kerk zou tot de negentiende eeuw dienstdoen.
In 1731 en 1739 mochten de Begijnen geen novicen meer aannemen door een besluit van de Staten Generaal. Hierdoor werd het voortbestaan van het Begijnhof bedreigd. Op basis van de capitulatievoorwaarden bij de verovering van Breda door het Staatse leger van Frederik Hendrik in 1637 bepaalde Stadhouder Willem IV in 1747 dat de situatie van vóór 1625 hersteld moest worden en dat de begijnen weer novicen mochten aannemen.
Vanaf 1829 en werden de begijnen begraven op een eigen kerkhof op begraafplaats Zuylen.
In de negentiende eeuw verbeterde de toestand van de katholieken en kregen zij toestemming om weer eigen kerken te bouwen. Willem van Zon bouwde in de periode 1836-1838 de huidige Sint-Catharinakerk, een klein gebouw in neoclassicistische stijl. Toch was het Begijnhof gedurende de 19e eeuw nog zeer afhankelijk van vooraanstaande Bredase katholieke weldoeners, onder wie F.J. Hoppenbrouwers.
Sinds het herstel van de bisschoppelijke hiërarchie in Nederland werd Breda in 1853 een eigen bisdom. De eerste bisschop van Breda, mgr. van Hooydonk legde de begijnen in 1855 nieuwe statuten op waardoor de gekozen meesteres haar historische positie als 'superieure' van het Hof verloor. In de eeuwen daarvoor had de meesteres, die democratisch door de begijnen werd gekozen, opgetreden als beheerster van alle roerende en onroerende goederen van het Begijnhof. Begin twintigste eeuw had de pastoor van het begijnhof, de latere bisschop Petrus Hopmans, het voornemen het begijnhof verder om vormen tot een semi-kloostergemeenschap. Hij had hiervoor in 1909 de statuten gewijzigd. Ondanks het heftige verzet van meesteres Maria Jansen werden de wijzigingen doorgevoerd. Vanaf dat moment werden de begijnen aangesproken met zuster (voorheen was dat juffrouw) en hun meesteres met overste.
Vanaf de jaren vijftig van de twintigste eeuw kregen sommige begijnhuisjes een andere bestemming. Huisje 49 werd bijvoorbeeld een Scoutshop (vanaf 1959), huisjes 51 tot en met 59 werden gehuurd door de Katholieke Actie en na 1952 werd huisje 47 het secretariaat van de Mater Amabilis-school. Verder werd de neoclassicistische poort vervangen door een nieuwe toegangspoort. Ook deze werd in 1980 vervangen door de huidige toegangspoort.
Eind jaren zeventig van de twintigste eeuw werd archeologisch onderzoek gedaan in de Waalse kerk. De tijdens dit onderzoek gevonden botten van begijnen en hun pastoors zijn in een grafkelder in de kerk herbegraven met de volgende tekst op het grafzerk: 

BEGGINARUM HIC OLIM SEPULTARUM OSSUARIUM

Tussen 1994 en 1996 werden tijdens archeologisch onderzoek de resten gevonden van 123 personen die begraven waren op de locatie van het eerste begijnhof in de periode 1267 - 1534. Op woensdag 7 september 2016 zijn deze bijgezet in een nieuwe grafkelder die voor dat doel op het huidige begijnhof was aangelegd. Het epigraaf van de grafzerk ("Dit is het verzamelgraf van begijnen en anderen"): 

HIC OSSUARIUM BEGINARUM C.A. 1267 - 1534

De laatste begijn van Breda, Cornelia Frijters, overleed in 1990. Zij werd als laatste begijn begraven op de begraafplaats Zuylen.
In 2017 vierde het Begijnhof Breda met tal van activiteiten zijn 750-jarig bestaan. De rechtspersoon die thans het Begijnhof beheert is nog steeds dezelfde als die in 1267 als begunstigde partij optrad. Het is de oudste nog bestaande begijnhof-rechtspersoon in Europa.

## Sint Catharinakerk
In 1836 kreeg de toenmalige pastoor Willem van Zon toestemming een kerk te bouwen. De Sint-Catharinakerk werd ontworpen door de Oosterhoutse architect Van der Aa en gebouwd in de periode 1836-1838. Het gebouw is een eenbeukige kapel van baksteen in neoclassicistische stijl. Er zijn 69 zitplaatsen. Op 25 juli 1838 werd de kerk geconsacreerd door de apostolische administrator J. van Hooydonk (vanaf 1853 bisschop van Breda).
In 1888-1891 kwamen er twee glas-in-loodramen van de twee patroonheiligen: Sint-Catharina en Sint-Begga. Ook zijn er drie ramen gewijd aan het leven van Sint-Begga.

## Opbouw
Het Begijnhof Breda bestaat uit:
- de Prinsenpoort, de oorspronkelijke hoofdpoort. In 1544 is de hoofdpoort verplaatst naar de Catharinastraat. Er kwam hier nu een wachthuisje met een smalle poort, de Valkenbergse Poort. In 1896 werd deze dicht gemaakt door een aanbouw.
- de Begijnhuisjes; de nummers 31 tot en met 43 zijn de eerste huisjes die in 1535 zijn gebouwd. Daarna kwamen de nummers 63 tot en met 73. Een begijnhuisje bestond uit twee vertrekken; een voorkamer en een onderkelderde opkamer op de begane grond. Halverwege de 18e eeuw is er een verdieping bovenop gebouwd.
- de Kosterij. De kosteres was verantwoordelijk voor de kerk en de sacristie. Ze droeg zorg voor de voorbereiding van de mis en het onderhoud van de gewaden en het kerkelijke linnen. Er werden vanaf de twintigste eeuw naast de dagelijkse Mis, ook huwelijks- en begrafenisplechtigheden gehouden.
- het Kakhuis uit 1856. Er waren vier kakdozen. Het spoelwater haalden de begijnen bij de pomp. Tot de jaren zeventig zijn ze in gebruik gebleven, daarna kregen de huisjes waterleiding en toiletten. Nu worden de zaden van de kruidentuin er bewaard.
- de Heksenbol. Deze verspiegelde glazen bol op een ijzeren standaard staat er van de IJsheiligen (11, 12 en 13 mei) tot Allerzielen (2 november). Men dacht dat een heks door het zien van haar eigen spiegelbeeld haar toverkracht zou verliezen. Ook zouden heksen met een spiegel kunnen worden ontmaskerd omdat zij helemaal geen spiegelbeeld zouden hebben. Heksen zouden hiervan zelf zo schrikken dat ze voor altijd zouden verdwijnen. De reden dat de heksenbol op het begijnhof is geplaatst is onduidelijk. Mogelijk vanwege de preventieve werking ervan of als stille nagedachtenis aan de vrouwen die van de dertiende tot de negentiende eeuw als 'ketter' of 'heks' waren veroordeeld en op gruwelijke wijze ter dood waren gebracht. Ook verschillende begijnen stierven hierdoor op brandstapels.
- het Tweede hof. In 1825-1859 traden 43 nieuwe begijnen toe. Er kwam een tweede hof van negen huisjes. Op de uitbouw van de huidige pastorie staat een Madonnabeeld van Lou Manche.
- de Kruidentuin. Er was vroeger mogelijk een verplichting om geneeskrachtige kruiden te planten. Later kwamen hier rozen. In 1970 is de kruidentuin in ere hersteld en bestaat uit 20 vakken met ruim 300 kruiden.
- het Bleekveld en washuis. In 1970 is het grasveld waar de begijnen het linnengoed droogden in ere hersteld. Ze deden na 1855 de was voor de parochiekerken. In 1842 werd een spoel- en washuis met hardstenen pomp ingericht.
- de Infirmerie (verpleeghuis) en huiskerk.
- het huis van de hofmeesteres. Iedere drie jaar kozen de begijnen een hofmeesteres. Zij zag toe op de naleving van de regels, beheerde het vermogen en onderhield de contacten met de overheden. In 1972 overleed de laatste hofmeesteres Anna Maria Albertina Holtzer.
- het Novicenhuis. Novicen waren begijnen in opleiding die, onder permanent toezicht van de Novicenmeesteres, hier woonden. Zij werden een jaar lang door haar ingewijd in het leven op het hof. Ze droegen een zwarte kap. De pastoor en de hofmeesteres besloten sinds de negentiende eeuw samen over hun toetreding.
- de Waalse kerk. Omstreeks 1440 werd de gotische St. Wendelinuskapel gesticht door Johanna van Polanen, de vrouw van graaf Engelbrecht I van Nassau-Siegen, Heer van Breda. Wendelinus was haar persoonlijke beschermheilige. Hun zoon graaf Jan IV van Nassau heeft de bouw voltooid. In 1648 kwam de kerk in handen van de Waalse Gemeente. Deze functie heeft dit gebouw tot op heden behouden.
- het Poortgebouw. In een nis in de voorgevel staat het bronzen Catharinabeeld van de Oosterhoutse beeldhouwer Niel Steenbergen. De poortierster, die in het huisje bij de poort woonde, opende en sloot de poort, iedere begijn moest zich bij haar melden. Hier wordt ook de Minitiatuurcollectie Tine Merkx tentoongesteld.
- het Valkenberg. Dit is het (nu nog huidige) Valkenberg Park. Het toen genoemde 'als zijnde geene genoegzaam stille plaats voor Geestelijke Kinderen' werd halverwege de 19e eeuw voor de begijnen verboden terrein.

## Museum
Het kleine Breda's Begijnhof Museum is gevestigd op de Catharinastraat 29, een van de Begijnhuisjes aan het begin van het Begijnhof.
Hier is een woonkamer en keuken zoals een begijn vroeger had. Boven wordt nog in kleine opstellingen de aspecten uit het begijnenleven belicht. Ook draait er het audiovisueel programma 'Bruiden van Christus, over de twee begijnen De Leeuw en Cornelia Frijters.

## Galerij
- De laatste in Nederland levende begijntjes (1973)

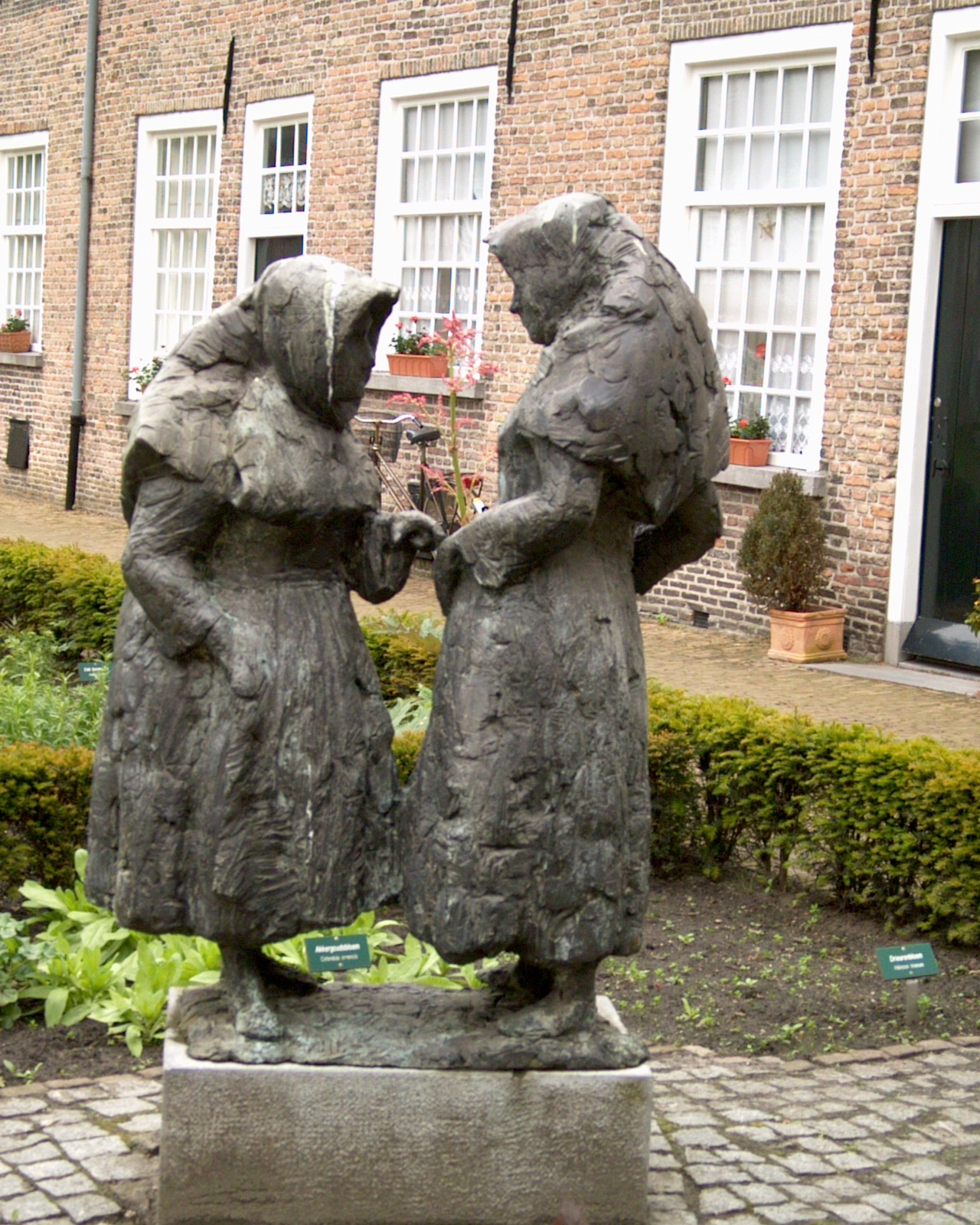
Standbeeld twee begijnen in gesprek
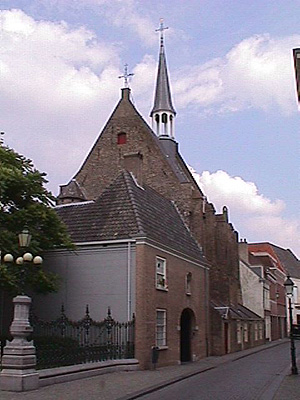
De Waalse kerk aan de Catharinastraat
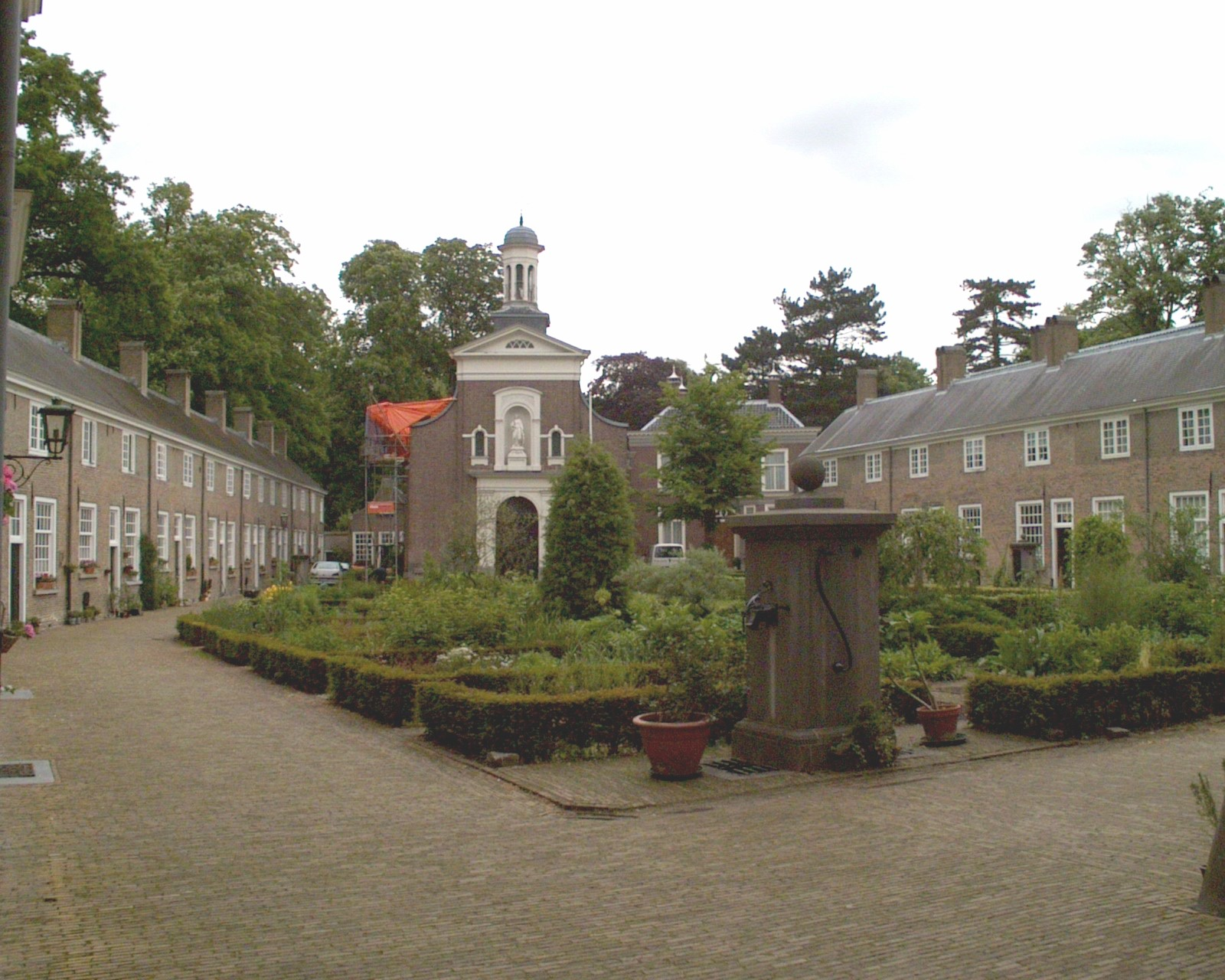
Overzicht Begijnhof
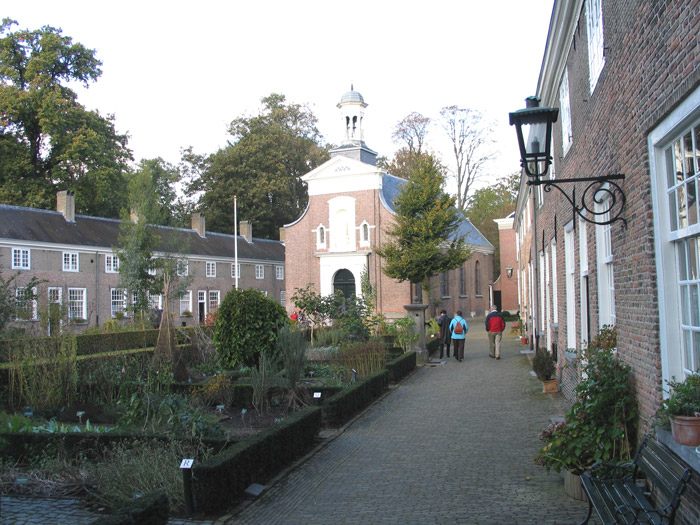
Overzicht Begijnhof
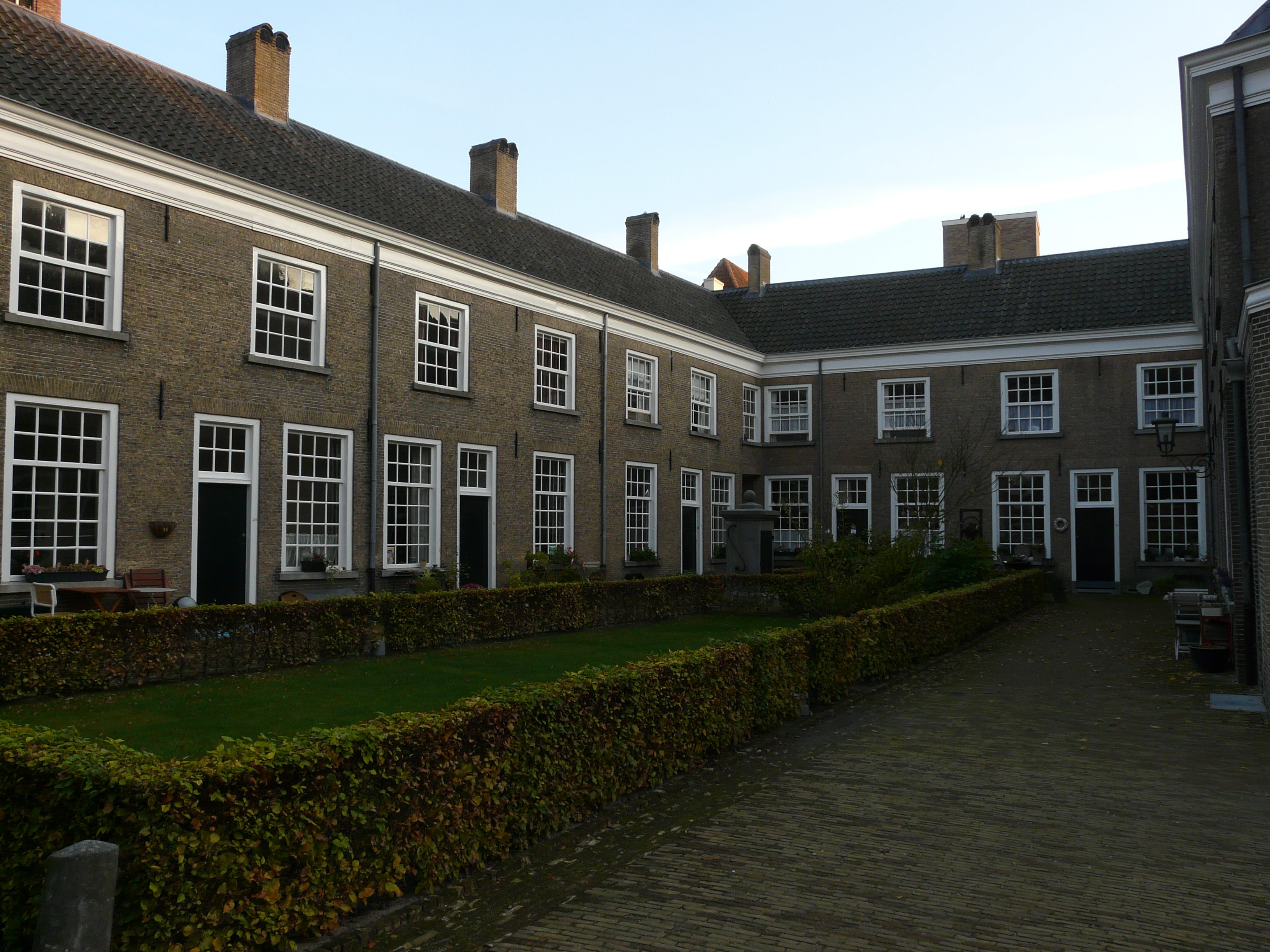
Begijnhuisjes
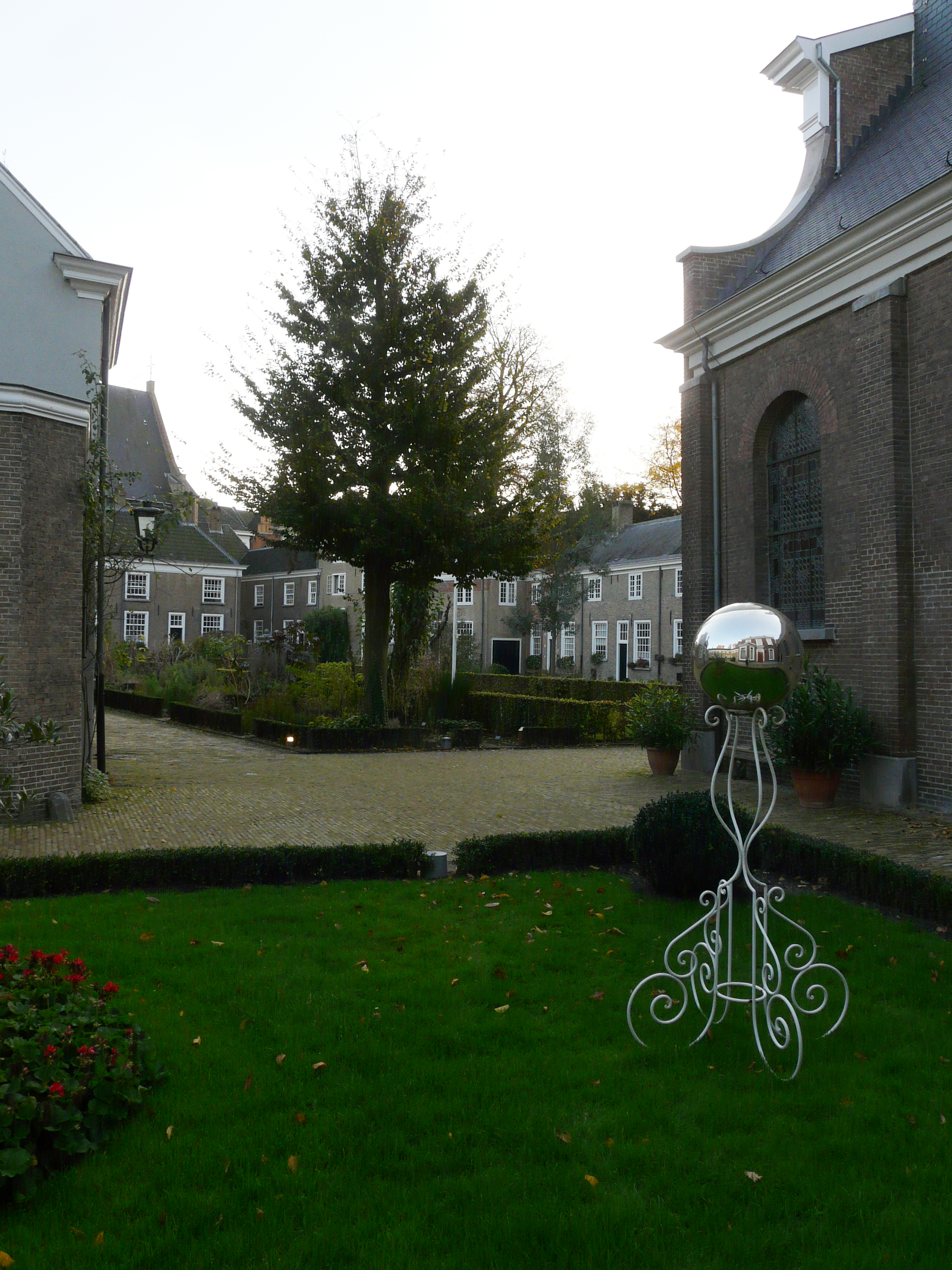
Zicht op de heksenbol
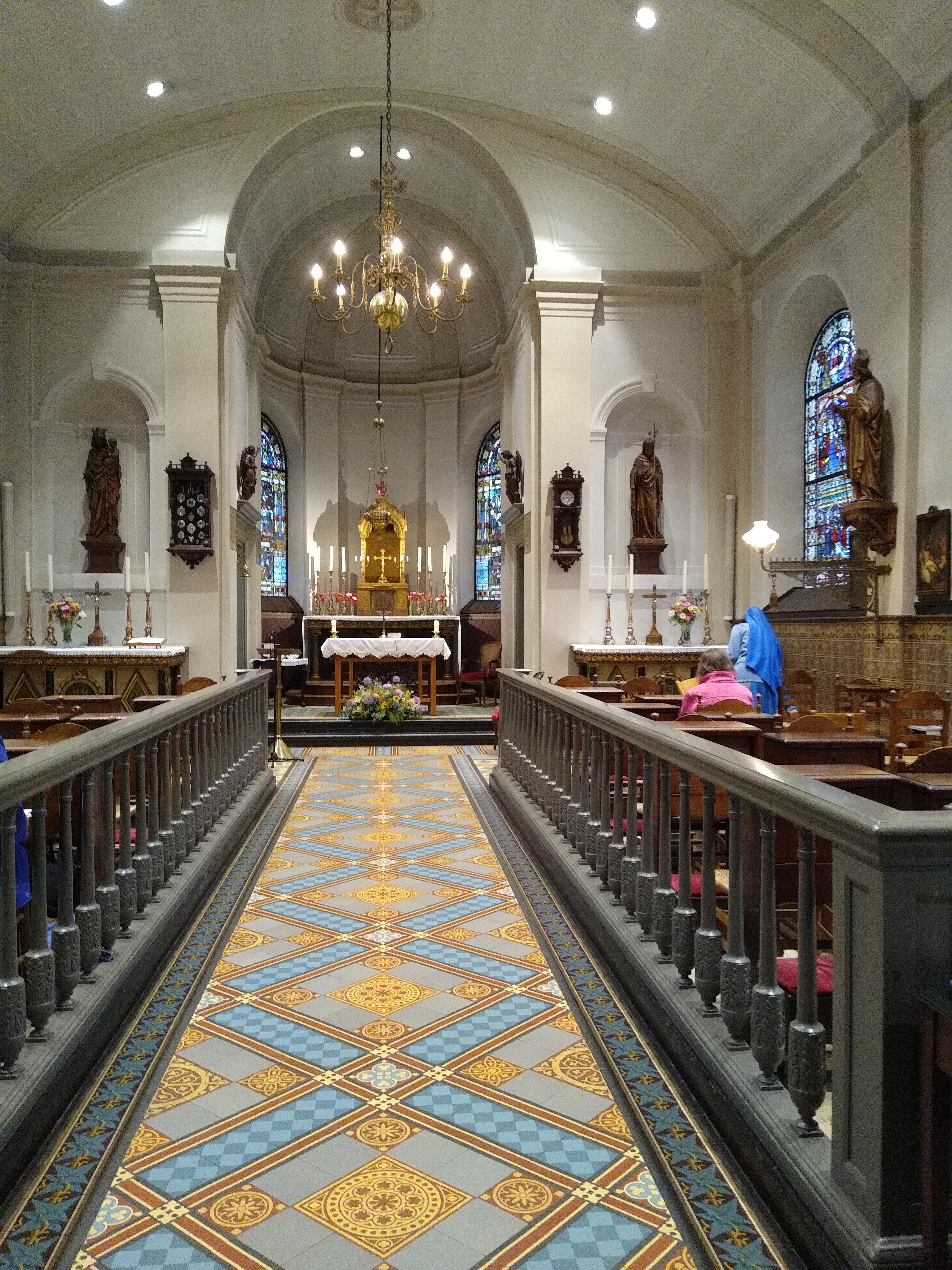
Interieur Sint-Catharinakapel

## Trivia
- Huisje 47 heeft een opmerkelijk scheve deur doordat het huisje in de loop van de jaren verzakt is doordat het is gebouwd op de grens van de oude stadsgracht.[7]